# Astrocaryum javarense
Astrocaryum javarense là loài thực vật có hoa thuộc họ Arecaceae. Loài này được (Trail) Drude mô tả khoa học đầu tiên năm 1881.